# Singil-dong, Ansan
Singil-dong (koreanska: 신길동) är en stadsdel i staden Ansan i provinsen Gyeonggi i den nordvästra delen av Sydkorea, 30 km söder om huvudstaden Seoul. Den ligger i stadsdistriktet Danwon-gu.